# J'enrage de son absence
Pour plus de détails, voir Fiche technique et Distribution.
J'enrage de son absence est un drame franco-belgo-luxembourgeois réalisé par Sandrine Bonnaire et sorti en 2012.

## Synopsis
Il y a dix ans, Jacques et Mado perdent leur enfant de quatre ans et se séparent. Mado refait sa vie avec Stéphane : ils ont ensemble un enfant de sept ans, Paul. Jacques de retour des États-Unis est lui incapable de surmonter ce deuil : il réapparaît dans la vie de Mado et rencontre Paul avec lequel la complicité, qui dérange Mado, grandit de jour en jour. Finalement Mado décide de les empêcher de se voir, mais Jacques n'a pas dit son dernier mot.

## Fiche technique
- Titre : J'enrage de son absence
- Réalisation : Sandrine Bonnaire
- Scénario : Sandrine Bonnaire, Jérôme Tonnerre
- Directeur de la photographie : Philippe Guilbert
- Montage : Svetlana Vaynblat
- Musique : André Dziezuk
- Décors : Denis Hager
- Costumes : Magdalena Labuz
- Production : Thomas Schmitt, Dominique Besnehard, Michel Feller, Nicolas Steil et Jesus Gonzalez-Elvira
- Sociétés de production : Mon Voisin Productions, Mosaïque Films et IRIS Films
- Distribution : Ad Vitam
- Pays :  France,  Belgique,  Luxembourg
- Genre : drame
- Durée : 98 minutes
- Sortie : 31 octobre 2012

## Distribution
- William Hurt : Jacques
- Alexandra Lamy : Mado
- Augustin Legrand : Stéphane, le mari de Mado
- Jalil Mehenni : Paul, le fils de Mado et de Stéphane
- Françoise Oriane : Geneviève, la fidèle gouvernante
- Norbert Rutili : le notaire
- Matteo Trevisan : Félix, l'ami de Paul dans l'immeuble

## Distinctions
- Festival international du film de Saint-Jean-de-Luz 2012 : Prix du meilleur acteur pour William Hurt[1]